# Nemesrempehollós
Nemesrempehollós es un pueblo ubicado en el distrito de Körmend, en el condado de Vas, Hungría.

## Superficie
Posee una superficie de 12,05 kilómetros cuadrados.

## Demografía
Hasta 2019 la población era de 276 habitantes, con una densidad de población de 22,90 habitantes por kilómetro cuadrado.